# Ask, Akershus
Ask là một làng nằm ở Na Uy.
Ask có cự ly khoảng 20 km về phía đông bắc Oslo. Dân số là 6.890 người năm 2020.
Ask có một trung tâm cộng đồng, các trường phổ thông, trường mẫu giáo, khách sạn nhà hàng, quán rượu.

## Vụ lở đất 2020
Vào những giờ đầu của ngày 30 tháng 12 năm 2020, một lở đất đất sét chảy, để lại một miệng núi lửa có kích thước 300 x 700 mét, đã giết chết ít nhất bảy người, 
và làm bị thương nhiều người khác, phá hủy một số tòa nhà.